# Sinestesia (psicologia)
La sinestesia è un fenomeno sensoriale/percettivo, che indica una "contaminazione" dei sensi nella percezione. Il fenomeno neurologico della sinestesia si realizza quando stimolazioni provenienti da una via sensoriale o cognitiva inducono a delle esperienze, automatiche e involontarie, in un secondo percorso sensoriale o cognitivo.

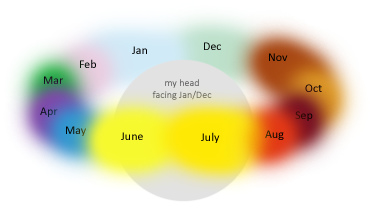
Possibile visione dei mesi dell'anno da parte di una persona soggetta al fenomeno della Sinestesia

## Descrizione generale del fenomeno
Con il termine "sinestesia" si fa riferimento a quelle situazioni in cui una stimolazione uditiva, olfattiva, tattile o visiva è percepita come due eventi sensoriali distinti ma conviventi. Nella sua forma più blanda è presente in molti individui, spesso dovuta al fatto che i nostri sensi, pur essendo autonomi, non agiscono in maniera del tutto distaccata dagli altri.
Più indicativo di un'effettiva presenza di sinestesia è il caso in cui il percepire uno stimolo (come ad esempio il suono) provoca una reazione netta e propria di un altro senso (ad esempio la vista). Per "forma pura" si intende la sinestesia che si manifesta automaticamente come fenomeno percettivo e non cognitivo. Il fenomeno è involontario, ma una maggiore attenzione prestata dal soggetto può evocarlo con maggiore consapevolezza, al punto che il sinestesico puro, vedendo i suoni e sentendo i colori, può riuscire a trarre vantaggio da queste contaminazioni sensoriali; un compositore che sfruttava questa sua capacità fu Olivier Messiaen, così come il pittore Vasilij Vasil'evič Kandinskij, che affermava di poter sentire la voce dei colori, che per lui erano suoni, entità vive e lo spiega bene nel suo libro Lo spirituale nell’arte.
Un altro sinestesico fu il pittore e musicista lituano, Mikalojus Konstantinas Čiurlionis. Il compositore russo Aleksandr Nikolaevič Skrjabin era particolarmente interessato agli effetti psicologici sul pubblico quando sperimentavano suoni e colori contemporaneamente. La sua teoria era che quando si percepiva il colore giusto con il suono corretto, si creava "un potente risonatore psicologico per l'ascoltatore". La sua opera sinestetica più famosa, che viene eseguita ancora oggi, è Prometeo: il poema del fuoco. Ma la lista degli artisti sinestesici è molto lunga, infatti le ultime ricerche affermano che il fenomeno sinestesico interessi il 4% della popolazione e di questo 4% la maggior parte sono artisti. Un'altra caratteristica della sinestesia è poi che si presenta a volte nelle persone mancine, o in concomitanza con altre caratteristiche come l'allochiria (confusione della mano destra con la sinistra), scarso senso dell'orientamento, dislessia, deficit dell'attenzione e, raramente, autismo.
Spesso la contaminazione sensoriale avviene a direzione unica: ad esempio, se vedo una nota musicale come un colore, non è detto che vedendo quel colore la mia mente evochi quella nota. Questa è una delle caratteristiche della sinestesia percettiva, l'unidirezionalità. Secondo lo storico Angelo Paratico il mancino Leonardo da Vinci era affetto da sinestesia.
Esperienze di tipo sinestetico possono essere indotte in maniera artificiale, mediante l'uso di sostanze allucinogene, sostanze stupefacenti come l'LSD, esperienze di deprivazione sensoriale, meditazione, ed in alcuni tipi di malattie che colpiscono la corteccia cerebrale. Questo tipo di sinestesia è detta pseudosinestesia, in quanto è indotta o non presente dalla nascita. La sinestesia acquisita sembra riguardare solo le forme di sinestesia percettiva, e non sono stati documentati casi di sinestesia concettuale acquisita.
Le persone che hanno esperienze sinestesiche nella "forma pura" sono un numero relativamente ridotto. Studi recenti hanno mostrato una certa variabilità:
- 1 ogni 2000[5]
- 1 ogni 200[6]

Queste esperienze sono quotidiane ed iniziano sin dall'infanzia. Molti sinestesici si sorprendono scoprendo che questa esperienza non è provata da tutte le persone.
L'esperienza sinestetica è composta da due elementi:
1. L'evento induttore (inducer).
2. L'evento concorrente (concurrent).

Per esempio, può accadere che un sinestesico descriva il suono (inducer) del proprio bambino che piange come un colore giallo sgradevole (concurrent). La relazione tra un inducer e un concurrent è sistematica, nel senso che a ogni inducer corrisponde un preciso concurrent.
Grossenbacher & Lovelace (2001), distinguono due tipi di sinestesia a seconda che l'inducer sia percettivo o concettuale.
- Sinestesia percettiva: l'inducer è uno stimolo percettivo (per es. la vista di lettere produce anche la vista di colori "collegati").
- Sinestesia concettuale: i concurrent sono prodotti dal pensare a un particolare concetto (per es: numero, mese dell'anno, posizione nello spazio).

Si utilizza intensivamente la sinestesia anche nella terminologia utilizzata nella degustazione o nell'analisi sensoriale.

## Basi genetiche della sinestesia
Purtroppo con le competenze scientifiche attuali non è possibile identificare singoli loci genici che determinino con certezza questo fenomeno neurocognitivo. Il fenomeno è più probabilmente dovuto a un complesso meccanismo neurale e non a singole proteine codificate da parti di genoma. In ogni caso interessanti esperimenti di neuroimaging paiono confermare tale fenomeno. Recentemente però si è scoperto che nei soggetti nati con la sinestesia per genetica, sia presente l'azione del cromosoma x e dei relativi geni dell'attenzione.

## Sinestesia: grafema-colore

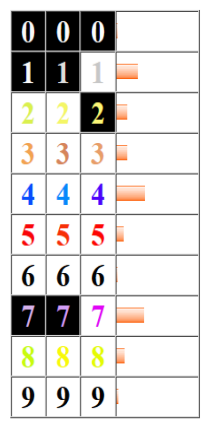
Tabella sinestetica numero-colore con un valore di 0.69 (Grapheme Color Picker Test); ogni valore sotto il 1.0 è considerato indice di sinestesia.

Ramachandran e i suoi collaboratori hanno notato che la forma più comune di sinestesia è quella grafema (lettera, numero) - colore e infatti i rispettivi centri cerebrali sono molto vicini tra loro.
Tecniche di neuroimmagini (es. risonanza magnetica funzionale) hanno permesso di individuare il "centro del colore" (es. Zeki & Marini, 1998, Brain), l'area V4 nel giro fusiforme.
L'area dei grafemi è stata anch'essa individuata nel giro fusiforme, in particolare nell'emisfero sinistro vicino all'area V4.
L'area si attiva sia in seguito alla presentazione di lettere sia in seguito alla presentazione di numeri.
L'ipotesi di Ramachandran è che ci sia una attivazione congiunta. La presentazione di un grafema fa attivare l'area dei grafemi, che fa attivare contemporaneamente anche l'area del colore, anche senza la presenza di uno stimolo. Questo è dovuto ad un eccesso di connessioni tra le due aree, non presente in tutte le persone.
- Le connessioni che si hanno alla nascita sono in numero superiore a quelle che si hanno in età adulta. Quello che avviene nei primi mesi di vita è un processo definito pruning (potatura, sfoltimento) delle connessioni cerebrali.
- L'ipotesi di Ramachandran è che le connessioni tra area del colore e area dei grafemi, che normalmente subiscono un processo di pruning, rimangono invece intatte nei sinestesici. Probabilmente per una mutazione genetica che fa fallire il processo di pruning.

Esisteranno delle regole che in seguito all'esperienza permetteranno di sviluppare connessioni particolari tra area dei grafemi e area del colore. Questo spiegherebbe perché ad un grafema viene sempre associato un certo colore.
- Ramachandran ipotizza che l'attivazione del giro fusiforme non implichi un arrivo alla coscienza delle informazioni. Perché sia possibile essere consapevoli dell'informazione percepita si dovranno attivare altre aree superiori.

Tuttavia, Grossenbacher sostiene che la sinestesia non è dovuta alla presenza di un numero maggiore di connessioni neurali (le quali non sarebbero presenti nei non sinestesici); infatti, secondo lo studioso, tale fenomeno percettivo è imputabile al fatto che, nel cervello dei sinestesici, alcune connessioni neurali risultino ancora attive, mentre non vengono più "utilizzate" in chi non sperimenta tale modo di percepire. Questo spiegherebbe il motivo per cui chi assume droghe psicoattive è in grado di esperire una condizione di "pseudo-sinestesia", circoscritta esclusivamente al limite temporale in cui tali sostanze dispieghino il loro effetto, per poi tornare a non percepire sinestesicamente una volta terminato quest'ultimo. Secondo Grossenbacher è molto improbabile, infatti, che si siano create nuove connessioni neurali durante l'assunzione di tali droghe; piuttosto, risulta più probabile che vengano percorse "strade" neurali solitamente "disattive".

### Influenza dell'attenzione sulla percezione
Esperimento di Ramachandran e Hubbard: caso della figura gerarchica (un 5 composto da tanti 3), se ai soggetti veniva chiesto di fare attenzione a livello globale (5) vedevano il colore rosso, se invece dovevano dirigere la loro attenzione a livello locale (3) vedevano verde.
Questo esperimento porta a concludere che l'attenzione influenza il manifestarsi del fenomeno sinestesico.

### Sinestesici projector
Nel caso di grafema-colore, il colore è visto come una pellicola che ricopre il numero completamente. Un sinestesico testato da Dixon, riferiva di provare un'esperienza irritante se il numero era di un colore incongruente con quello del fotismo (l'effetto della sua sinestesia). Se per esempio il numero 5 gli evocava il colore rosso, ma in realtà era scritto con il giallo.

### Sinestesici associator
Sempre nel caso di grafema-colore, il colore appare nella mente, e non sopra il numero. In genere, i sinestesici associator riferiscono che l'esperienza di vedere un numero con un colore non congruente con quello del fotismo, non è un'esperienza per nulla disturbante. La percezione del colore "reale" del numero è un'esperienza molto più intensa del fotismo, per un sinestesico associator.
I sinestesici projector sembrano una minoranza rispetto ai sinestesici associator (11 su 100, tra quelli intervistati da Dixon e collaboratori).
Tra i maggiori studiosi della sinestesia percettiva, Richard Cytowic, Ramachandran, E. Hubbard, Sean Day, Bulat Galeyev, Irina Vaneckina.

## Rapporto con i canali del calcio
Studiando nel moscerino della frutta un gene coinvolto nell'elaborazione del dolore, alcuni ricercatori hanno creato il primo modello della sinestesia. Con la tecnica dell'interferenza a RNA hanno isolato 600 geni quali candidati a interessare possibili geni del dolore. Il primo ad essere analizzato più in dettaglio è stato quello che codifica parte di un canale del calcio noto come alfa 2 delta 3 (α2δ3). Questi canali che regolano il passaggio di Ca2+ attraverso la membrana cellulare sono fondamentali per l'eccitabilità elettrica dei neuroni. Con questi canali interferiscono diversi antidolorifici.
Nei topi carenti di α2δ3 si è dimostrato che questo gene controlla la sensibilità al dolore provocato dal calore sia nella Drosophila sia nei mammiferi. Indagini condotte con la MRI hanno anche rivelato che α2δ3 partecipa all'elaborazione del dolore termico a livello cerebrale. In assenza di α2δ3 il segnale del dolore a genesi termica arriva al talamo, ma poi non prosegue verso i suoi centri corticali superiori. Le immagini di fMRI mostrano piuttosto un'attivazione crociata delle aree corticali per la visione, l'olfatto e l'udito. Questa sinestesia si osserva anche quando lo stimolo doloroso è di natura tattile.